# Кальяри
Ка́льяри (Калья́ри; итал. Cagliari МФА: [ˈkaʎʎari]о файле, сард. Casteddu, лат. Caralis) — город в Италии, расположенный на острове Сардиния. Административный центр области Сардиния и одноимённой территориальной единицы, приравненной к провинции.
Покровителем города считается святой Сатурнино. Праздник города 30 октября.

## История

### Ранняя история
Поселение на месте современного города Кальяри существовало с глубокой древности. Место на юге острова Сардиния, расположенное между морской бухтой и плодородной равниной, оказалось удобным для заселения. В VIII веке до н. э. финикийцы основали на этом месте колонию под названием Кара́лис (финик. 𐤊𐤓𐤋𐤉, krly, Karaly
)
, произошедшим от финикийского выражения «Кар Ваалис», что означает «Город Ваала». В конце VI века до н. э. поселение перешло во владение Карфагенской республики. В 238 году до н. э. римляне захватили Сардинию. В годы Второй Пунической войны (218—201 годы до н. э.) в Каралисе располагалась резиденция римского военачальника Тита Манлия, который руководил оттуда операциями против карфагенского полководца Гампсикоры.
В годы Гражданской войны в Риме (49—45 годы до н. э.) жители Каралиса первоначально выступили на стороне Помпея Великого против Цезаря, однако позже перешли на сторону последнего. Когда в 40 году до н. э., в ходе войны Антония и Октавиана против помпеянцев, флотоводец Секста Помпея Менас высадился на Сардинии, город оказал ему сопротивление. Тем не менее, после недолгой осады Каралис был занят Менасом.
После Гражданских войн Каралис стал главным городом Сардинии, он получил статус муниципии, а его жители — права свободных римских граждан. Римляне изменили планировку города на прямоугольную, построили в Каралисе водопровод, площади и мощёные дороги.
В середине V века Сардиния была завоёвана вандалами. В 532 году войска императора Юстиниана присоединили остров к Восточной Римской империи. Город получил эллинизированное именование Кала́рис и стал резиденцией византийского наместника Сардинии.

### ЮдикатКальяри
В середине IX века Византия потеряла власть над Сардинией. На острове появилось четыре независимых общины, с севера на юг — Галлура, Логудоро, Арборея и Каларис (Кальяри). Во главе общин стояли судьи. Впервые сведения об этих общинах появляются в грамоте папы Льва IV от 851 года. В XI веке Сардиния регулярно подвергалась набегам арабов из Северной Африки.
В 1016 году по призыву папы Бенедикта VIII генуэзско-пизанский флот в количестве более чем 300 кораблей разгромил у Кальяри напавших на Сардинию мавров Могедида.
Сам город Кальяри переживал упадок. Часть жителей покинули город, основав поселение Санта-Игия к западу от Кальяри, разрушенное в 1257 году пизанцами.

### XI—XIII века
В эпоху Средневековья Кальяри располагался на оживлённом морском торговом пути между итальянскими городами-государствами и арабской Африкой. Поэтому в 13 веке началась борьба за обладание этим городом между Генуэзской и Пизанской торговыми республиками. В 1258 году верх одержала Пиза, установив свою власть над городом. Пизанские инженеры изменили облик города, выстроив мощные крепостные стены вокруг центральных кварталов Марина, Стампаче и Вилланова. Ещё раньше пизанцы построили в центре Кальяри крепость. С тех пор на языке сардов город Кальяри получил название Кастеддо, то есть замок. Безусловно, важный морской порт на пути между Италией и Африкой необходимо было защищать. Для усиления крепости в 1305 году была построена башня Сан-Панкрацио, а в 1307 году — Слоновья башня («дель Элефанте»). Причиной столь бурного строительства укреплений в Кальяри стали притязания арагонцев. Ещё в 1297 году папа Бонифаций VIII отписал Сардинию и Корсику в дар королю Хайме II Арагонскому (1291—1327). Безусловно, сам папа не владел этими территориями, тем не менее, считал себя вправе делать подобного рода политические подарки. В 1323 году арагонцы собрали флот и высадились в Сардинии. Мирный договор, подписанный в 1324 году, подвёл черту под эпохой пизанского владычества, Сардиния переходила под власть королевства Арагон. Кальяри становился столицей вице-королевства Сардиния в составе Арагона.

### XIV—XVII века
Новые хозяева отменили законы пизанцев и начали вводить новые порядки. Вскоре все государственные должности в Сардинии оказались заняты выходцами из Арагона, Каталонии и Мальорки. В 1328 году вышел закон, согласно которому сардинцы изгонялись из крепости Кальяри, отныне местные жители не имели права там жить. Король Педро IV Церемонный (1336—1387) создал в Кальяри парламент по образцу барселонского. В него могли входить представители трёх сословий: рыцарства, духовенства и «дворянства мантии» (королевских чиновников). В действительности этот парламент не имел реальной власти, в большей степени Сардинией управлял сам король Арагона. В конце 15 века королевства Кастилия и Арагон объединились в одно государство — Испанию, которой досталась в приданое и Сардиния. После открытия Америки в 1492 году основные торговые морские пути устремились в Новый Свет, и значение Кальяри как торгового порта начало ослабевать.
В 1626 году начал функционировать Университет Кальяри.

### XVIII век

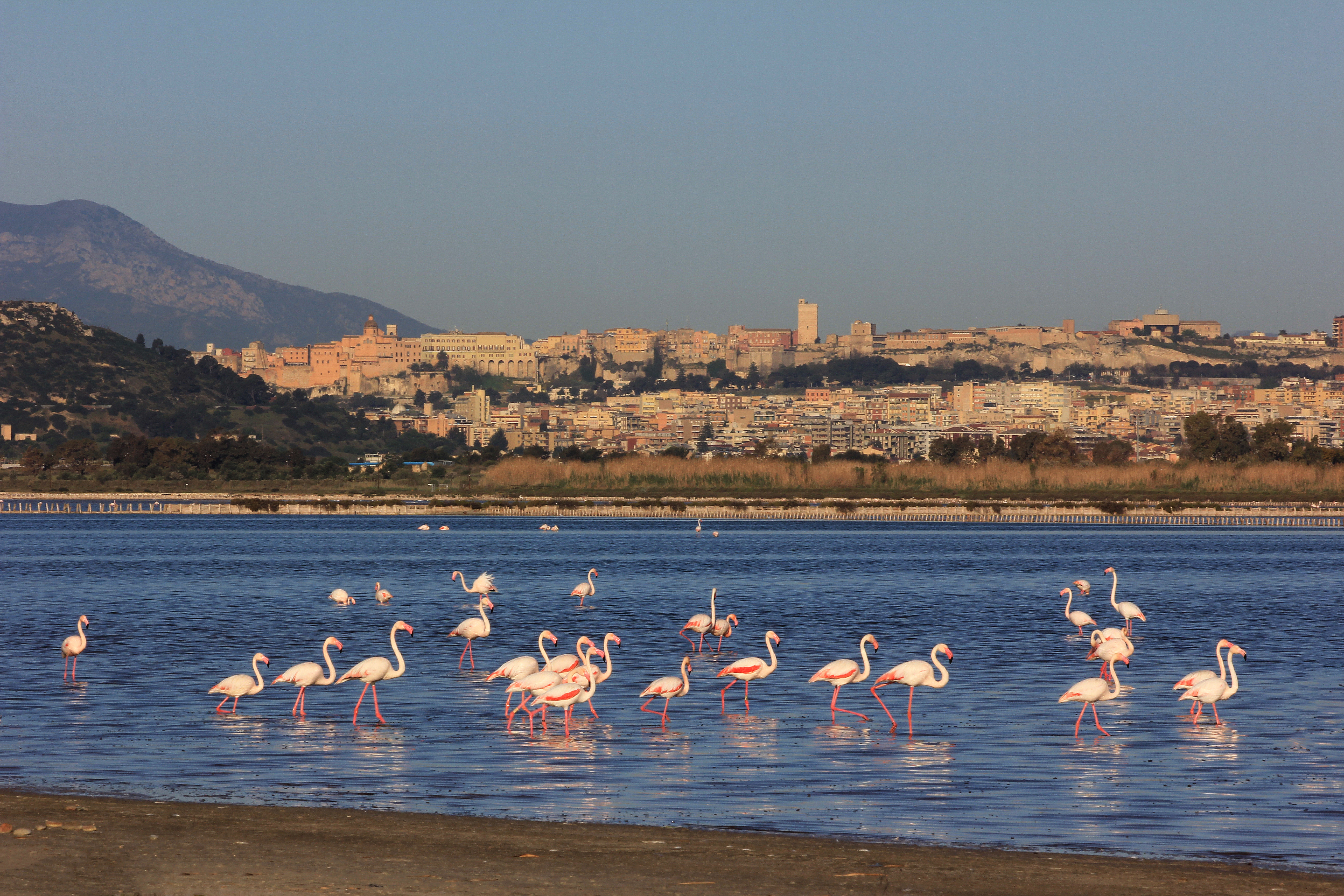
Фламинго в Кальяри

В 1701 году в Европе разразилась война за Испанское наследство. В этой войне воевали Франция и Бавария против Священной Римской империи германской нации, Великобритании, Нидерландов и Савойского герцогства. Фактически спор шёл за то, какой королевский род будет править в Испании, французская династия Бурбонов или австрийская династия Габсбургов, правившая в Священной Римской империи. В ходе этой войны на карту были поставлены владения испанской короны. В Кальяри сформировались две группировки: одна поддерживала Габсбургов, другая — Бурбонов. В августе 1708 года англо-голландский флот подверг город бомбардировке, а после этого британцы заняли Кальяри без сопротивления. По условиям Утрехтского мира 1713 года, Сардиния переходила в руки австрийцев. Их владычество продолжалось до 1717 года, когда государственный министр Испании кардинал Альберони отправил к берегам Сардинии флот. Новое завоевание Сардинии испанцами продолжилось до 2 августа 1718 года, когда был заключён Лондонский мирный договор. По его условиям, Сардиния передавалась союзнику Габсбургов, савойскому герцогу Виктору-Амадею II. Объединившись в единое целое, Савойя, Пьемонт и Сардиния образовали королевство. Официально оно называлось Сардинским, однако часто его называли Пьемонтом, так как среди владений Савойского дома этот регион был наиболее развит. На бумаге столицей королевства был город Кальяри, однако на деле королевский двор и парламент располагались в Турине, столице Пьемонта.
В 1789 году во Франции произошла революция. Среди жителей Кальяри насчитывалось много единомышленников французских революционеров, однако большинство жителей Кальяри и всей Сардинии скептически относились к революционным переменам, к тому же традиционно почитаемая на Сардинии церковь активно распространяла антифранцузские настроения. Когда французский десант под командованием адмирала Трюге высадился 28 февраля 1793 года в Куарту (поселение близ Кальяри), французов уже ждали сардинские ополченцы под командованием Джироламо Питзоло. На поле Сан-Бартоломео состоялась битва, в ходе которой сардинцы взяли верх над французами и принудили их покинуть остров. Эта победа всколыхнула патриотические чувства местных жителей. В 1794 году представители сословий Сардинии встретились с королём Пьемонта Виктором-Амадеем III (1773—1796), потребовав от него включить представителей от Сардинии в Туринский парламент. Сторонам не удалось достичь соглашения. 28 апреля 1794 года в Кальяри началось антипьемонтское восстание. В этот день местные жители арестовали всех находившихся в городе пьемонтцев, препроводили их на корабль и заставили покинуть остров. С тех пор каждые последние выходные апреля жители острова празднуют «День Сардинии» в память об этом восстании. Вскоре правительство Пьемонта восстановило контроль над Сардинией, послав на подавление восстания нового вице-короля, маркиза Филиппо Вивальду.
8 декабря 1798 года новый король Пьемонта Карл Эммануил IV (1796—1802) бежал из своей страны в Ливорно от революционной французской армии, захватившей север Италии. Собрание сословий Сардинии послало на встречу с королём троих представителей, которые предложили ему переехать в Кальяри, где он мог бы не опасаться нападения французской армии. Король согласился на предложение сословий, и 3 марта 1799 августейшая семья прибыла в столицу Сардинии.

### Новое и Новейшее время

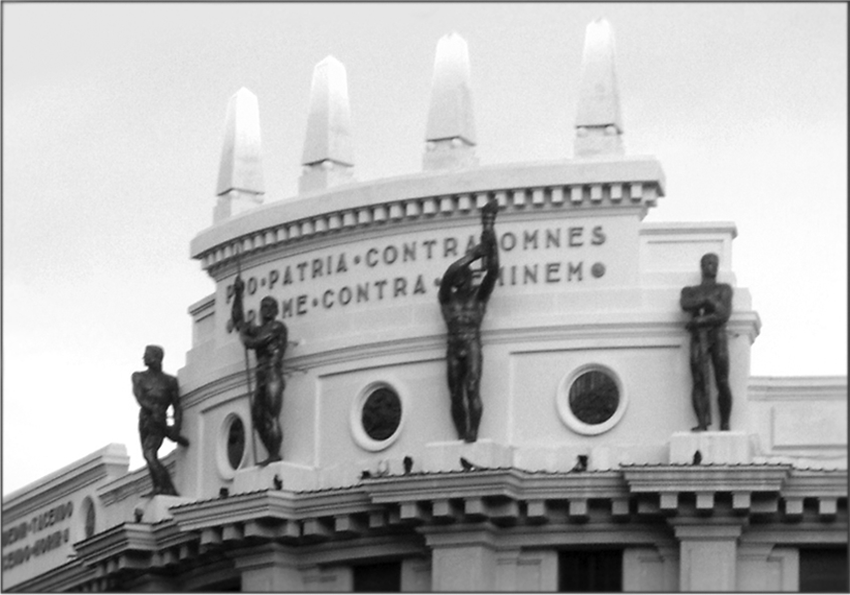
Скульптор Альбино Манка.
Фигуры воинов на здании «Легиона карабинеров» в Кальяри. 1935 год

В 1802 году Карл Эммануил IV отрёкся от трона в пользу своего среднего брата, Виктора Эммануила I (1802—1821), а власть на острове Сардиния передал младшему брату Карлу Феликсу. При нём жители Сардинии страдали от недостатка продовольствия. В 1812 году в Кальяри начался голод. В 1814 году, после поражения Наполеона, Виктор Эммануил I смог возвратиться в Турин. Власть в Сардинии он передал своей жене Марии-Терезии. Однако через год Виктор-Эммануил I передал бразды правления в Кальяри своему брату Карлу Феликсу. Его статуя стоит в наши дни в Кальяри, на площади Йенне. После отречения Виктора Эммануила I Карл Феликс стал королём Пьемонта (1821—1831).
В 1847 году Генеральный совет Кальяри обратился к королю Карлу Альберту Савойскому (1831—1849) с просьбой включить сардов в состав Италии и даровать гражданам Сардинии права континентальных жителей страны. Тогда король подписал в Генуе Объединительный акт, согласно которому для Сардинии отменялись таможенные барьеры, на территорию острова распространялись гражданский и уголовный кодекс Пьемонта, а титул вице-короля Сардинии объявлялся упразднённым. В ходе объединения Италии (1859—1870) Сардиния стала частью единого королевства.
30 декабря 1860 года король Виктор Эммануил II (1849—1878) подписал указ, согласно которому Кальяри вычёркивался из списка крепостей Италии. Перед городскими властями встал вопрос: что делать с городскими стенами? В результате было принято соломоново решение: стены, опоясывавшие кварталы Марина, Стампаче и Вилланова, были снесены, а крепость Кальяри была сохранена.
Конец XIX — начало XX века ознаменованы деятельностью амбициозного мэра Кальяри Оттоне Бакареда. Он поощрял строительство, и в эти годы город приобрёл современный облик. В годы фашистского режима в Италии (1922—1943) в Кальяри были разогнаны штаб-квартиры конкурирующих партий, а оппозиционерам, как например, Эмилио Луссу, пришлось отправиться в эмиграцию. В то же время, в эти годы многое делалось для строительства и благоустройства города. Фашистский мэр Кальяри, юрист Энрико Эндрих привлёк горожан к участию во всеитальянском движении «piccone risanatore»; это замысловатое выражение можно перевести как «исцеляющая кирка». Это движение ставило целью перестраивать и благоустраивать старинные города.
В годы Второй мировой войны (1939—1945) Кальяри неоднократно подвергался бомбардировке авиации союзников. В феврале 1943 года, после очередного налёта, многие жители переехали из города в горные селения. После того, как в сентябре 1943 года фашистская Италия капитулировала, Сардинию заняли части нацистского вермахта. Однако, вскоре они ушли, избрав в качестве стратегии накапливание сил на территории континентальной Италии. После этого Сардинию заняли американские войска. Аэродромы на острове имеют важное стратегическое значение, поскольку отсюда можно оперативно перебросить военно-воздушные силы на континент, в Сицилию или в Северную Африку. Именно поэтому и в наши дни в Сардинии размещаются военные базы НАТО.
В 1949 году Кальяри был провозглашён столицей Автономного округа Сардиния Итальянской республики.

## Достопримечательности
Средневековая башня слона в городском историческом квартале Кастелло.

## Транспорт
С 1 марта 2008 года в Кальяри действует трамвай.

## Промышленность
В городе находится тепловая электростанция на мазуте, вырабатывающая богатые ванадийсодержащие золы, проходящие предварительную подготовку на месте их получения и являющиеся, таким образом, сырьём для получения пентаоксида ванадия.

## Культура

### Спорт
В городе существует футбольный клуб «Кальяри».